# Una vita venduta
Una vita venduta es una película italiana dirigida en 1976 por Aldo Florio
Inspirada en la novela de Leonardo Sciascia L'antimonio la película de Aldo Florio describe el drama de dos hombres, Michele y Luigi. El primero vive con dolor una guerra inútil y atroz, la de España, ayudando todo lo que puede a sus compañeros de desventuras. El segundo por el contrario aprovecha cualquier circunstancia que le ofrece la misma guerra, y se convierte en culpable de acciones reprobables.

## Sinopsis
Michele y Luigi se conocen en 1937 durante la guerra civil española. Los dos son fascistas, y tienen ambiciones diferentes: uno quiere volver a su casa después de la guerra para cultivar su pequeña parcela; el otro quiere emigrar a América. Mientras Michele toma conciencia de las injusticias de la guerra, Luigi se convierte en colaborador de los fascistas. Este será quién dirija al pelotón de ejecución en el cual morirán Michele y sus tres compañeros comunistas.